# CE Naviraiense
Der Clube Esportivo Naviraiense, in der Regel nur kurz Naviraiense genannt, ist ein Fußballverein aus Naviraí im brasilianischen Bundesstaat Mato Grosso do Sul.

## Erfolge
- Staatsmeisterschaft von Mato Grosso do Sul: 2009
- Staatsmeisterschaft von Mato Grosso do Sul – Série B: 2007

## Stadion
Der Verein trägt seine Heimspiele im Estádio José Cândido dos Santos Virote, auch unter dem Namen Virotão bekannt, in Naviraí aus. Das Stadion hat ein Fassungsvermögen von 4000 Personen.

## Trainerchronik
Stand: Oktober 2024
| Trainer          | Nation    | von              | bis            |
| ---------------- | --------- | ---------------- | -------------- |
| Itamar Bernardes | Brasilien | 2009             |                |
| Ionay da Luz     | Brasilien | 2009             |                |
| Paulo De Resende | Brasilien | 2010             |                |
| Anselmo Zuzart   | Brasilien | 2011             |                |
| Paulo Rezende    | Brasilien | 2013             |                |
| Itamar Bernardes | Brasilien | 2013             |                |
| Paulo Rezende    | Brasilien | 2014             |                |
| Valter Ferreira  | Brasilien | 2014             |                |
| Renê Marques     | Brasilien | 2016             |                |
| Valter Ferreira  | Brasilien | 2016             |                |
| Rodrigo Cascca   | Brasilien | 15. Oktober 2021 | 3. Januar 2022 |